# 1628 Strobel
Az 1628 Strobel (ideiglenes jelöléssel 1923 OG) a Naprendszer kisbolygóövében található aszteroida. Karl Wilhelm Reinmuth fedezte fel 1923. szeptember 11-én, Heidelbergben.